# Crni Kao (Ražanj)
Crni Kao (em cirílico: Црни Као) é uma vila da Sérvia localizada no município de Ražanj, pertencente ao distrito de Nišava. A sua população era de 382 habitantes segundo o censo de 2011.

## Demografia
| 1948 | 1953 | 1961 | 1971 | 1981 | 1991 | 2002 | 2011 |
| ---- | ---- | ---- | ---- | ---- | ---- | ---- | ---- |
| 829  | 822  | 754  | 765  | 724  | 619  | 504  | 382  |